# Мадеро, Эдуардо
Эдуа́рдо Маде́ро (Eduardo Madero; 1823, Буэнос-Айрес—1894) — аргентинский купец, банкир и архитектор.

## Биография
Эдуардо Мадеро родился в 1823 году, в Буэнос-Айресе в семье фермеров. Эдуардо был племянником издателя Флоренсио Варела, из-за вражды дяди с губернатором провинции Буэнос-Айрес, Хуаном Мануэлем де Росасом, Мадеро был вынужден переехать в Монтевидео, Уругвай. Мадеро занимался экспортно-импортными операциями и вернулся в Аргентину, после свержения Росаса в 1852 году. В это время он уже преуспевающий коммерсант. Мадеро был позже избран в региональный парламент, а позднее в аргентинскую палату депутатов Буэнос-Айреса от Автономной партии. Он занимал пост президента Банка провинции Буэнос-Айрес, и в 1874 году руководил биржей Буэнос-Айреса.
Мадеро дважды предложили руководить строительством порта Буэнос-Айреса, в 1861 и 1869 годах, второе предложение получило одобрение Министерства внутренних дел, в конечном итоге проект был передан местному инженеру Луису Уэрго, который ремонтировал док в устье реки Риачуэло (река, протекающая в южной части города). После начала строительства порта в 1870 году, новый президент Аргентины Хулио Рока, в 1881 году поручил разработку плана нового порта, гораздо большей вместимости. Луис Уэрго, представил планы реконструкции для порта. Мадеро, бывший в это время в Лондоне, где он работал вместе с известным британским инженером сэром Джоном Хокшоу работал над проектом здания банка Barings.
Мадеро вернулся в Аргентину и согласился на участие в работах по реконструкции. План был представлен в Конгресс в июне 1882 года, где он получил одобрение у сенатора Карлоса Пеллегрини (одна из самых влиятельных фигур Сената). В процессе голосования план был одобрен обеими палатами в октябре 1882 года, и Мадеро было поручено не только наблюдать за ходом выполнения проектных работ, а также вести переговоры по необходимому финансированию проекта. Первый причал был открыт в 1889 году, работа продолжалась, второй причал был открыт в 1890 году. В 1890 году, произошла приостановка работ, возобновившаяся в 1892 году. В результате разногласий Мадеро уехал в Геную, Италия, где он и умер в 1894 году в возрасте 71 года.
Реконструкция порта была завершена в 1897 году. Однако рост объёмов грузоперевозок опередил проект ещё до его завершения. В 1911 году порт Мадеро был реконструирован под руководством Уэрго. Биография Мадеро была опубликована посмертно в газете Насьон, в 1902 году. Район прилегающий к докам был переименован в Пуэрто-Мадеро, в его честь.